# Emil Bise
Emil Bise ist ein Schweizer Pokerspieler.  Er ist zweifacher Braceletgewinner der World Series of Poker.

## Pokerkarriere

### Werdegang
Seine erste Geldplatzierung bei einem Live-Pokerturnier erzielte Bise Anfang April 2015 bei einem Event der Variante No Limit Hold’em in Schaffhausen. Bei der Deep Stack Series in Bregenz gewann er Ende Mai 2015 sein erstes Live-Turnier mit einer Siegprämie von knapp 6000 Euro. Anfang Oktober 2018 entschied der Schweizer im King’s Resort in Rozvadov beim Circuit der World Series of Poker das Main Event für sich und erhielt den Hauptpreis von rund 185'000 Euro. An gleicher Stelle setzte er sich Ende November 2021 beim Mini Main Event der World Series of Poker Europe (WSOPE) durch und sicherte sich ein Bracelet sowie mehr als 260'000 Euro. Auch bei der WSOPE 2022 gewann Bise ein Turnier und entschied ein Event in Short Deck für sich, wofür er knapp 50'000 Euro sowie sein zweites Bracelet erhielt.
Insgesamt hat sich Bise mit Poker bei Live-Turnieren knapp eine Million US-Dollar erspielt.

### Braceletübersicht
Bise kam bei der WSOP sechsmal ins Geld und gewann zwei Bracelets:
| Jahr   | Buy-in (in €) | Turnier         | Teilnehmer | Preisgeld (in €) |
| ------ | ------------- | --------------- | ---------- | ---------------- |
| 2021 E | 1350          | Mini Main Event | 1397       | 260'525          |
| 2022 E | 2200          | Short Deck      | 0091       | 049'521          |